# Carola Lemne
Carola Elisabet Lemne, född Janson 27 mars 1958 i Lund, är en svensk företagsledare och läkare. 
Carola Lemne växte upp i Göteborg. Hon är dotter till undervisningsrådet och prästen Jan Janson och radiojournalisten Gertrud Brundin (1937–82) omgift med Paul Brundin. Biskop Carl Block är hennes farmors far. Robert Janson är hennes farfars far. Hon blev legitimerad läkare 1985, medicine doktor och är sedan 1998 docent i klinisk hypertoniforskning vid Karolinska institutet.
Lemne har varit sjukhuschef (vd) på Danderyds sjukhus AB 2000 till 2008 och var mellan 2008 och 2014 verkställande direktör för Praktikertjänst. Hon har haft styrelseuppdrag i Apoteket AB, Stiftelsen för Strategisk Forskning, MEDA AB och Investor AB. 2013–2017 var hon ordförande för Uppsala universitets konsistorium och hon var VD för Svenskt Näringsliv mellan 2014 och 2018. Carola Lemne är styrelseordförande i Ung Företagsamhet Sverige, Internationella Engelska Skolan AB, och ArtClinic AB, samt styrelseledamot i Arjo AB, IRLAb AB och Gustav Vs Jubileumsfond. 
Hon är sedan 2010 ledamot av Kungliga Ingenjörsvetenskapsakademin.
Carola Lemne är gift sedan 1985 med Gösta Lemne (född 1956) och har en dotter.